# Heteroliodon occipitalis
Heteroliodon occipitalis — вид змій родини Pseudoxyrhophiidae. Ендемік Мадагаскару.

## Поширення і екологія
Heteroliodon occipitalis мешкають на заході і півдні острова Мадагаскар. Вони живуть в сухих тропічних лісах.

## Збереження
МСОП класифікує стан збереження цього виду. Heteroliodon occipitalis загрожує знищення природного середовища.